# 메소포타미아 전역
메소포타미아 전역은 제1차 세계 대전의 중동 전구 내에서 대영 제국으로 대표되는 연합군과 동맹국인 오스만 제국 사이의 전투이다.

## 같이 보기
- 오스만 제국
- 탄지마트
- 청년 튀르크당